# The Donnas Turn 21
The Donnas Turn 21 è il quarto album della rock band statunitense The Donnas, pubblicato nel 2001 dalla Lookout!. Quest'ultimo album pubblicato con la Lookout! mostra la loro transizione dalle sonorità pop punk dei loro album precedenti verso le nuove sonorità hard rock.

## Tracce
1. Are You Gonna Move It For Me? – 2:31
2. Do You Wanna Hit It? – 2:57
3. 40 Boys in 40 Nights – 2:32
4. Play My Game – 3:02
5. Midnite Snack – 2:45
6. Drivin' Thru My Heart – 2:38
7. You've Got a Crush on Me – 2:30
8. Little Boy – 1:59
9. Don't Get Me Busted – 2:55
10. Police Blitz – 1:39
11. Hot Pants – 2:36
12. Gimme a Ride – 1:58
13. Living After Midnight (Downing, Halford, Tipton) – 3:28
14. Nothing to Do – 7:26
15. School's Out (bonus track giapponese)
16. Drivin' Thru My Heart [alternative version] (ghost track)

## Formazione
- Donna A. - voce
- Donna R. - chitarra, voce
- Donna F. - basso, voce
- Donna C. - batteria, percussioni

### Altri musicisti
- Danny Sullivan - tamburello

## Produzione
- Produttore, ingegnere: Robert Shimp
- Assistente Engineer: Aaron Prellwitz
- Missaggio: Robert Shimp
- Edizione: Clint Roth
- Grafica: Chris Appelgren